# Kenshirō Itō
Kenshirō Itō (jap. 伊藤 謙司郎, Itō Kenshirō; * 8. Januar 1990 in Shimokawa, Unterpräfektur Kamikawa, Hokkaidō) ist ein ehemaliger japanischer Skispringer.

## Werdegang
Itō startete für das Skiteam der Handelsoberschule Shimokawa (下川商業高校, Shimokawa shōgyō kōkō). Sein Debüt bei einem internationalen Springen gab er im März 2003 bei einem FIS-Springen in Sapporo. Er startete bei den Juniorenweltmeisterschaften 2004 in Stryn und 2005 in Rovaniemi. Ebenfalls in Rovaniemi gab er im Dezember des gleichen Jahres seinen Einstand im Continental Cup (COC). Er belegte im Januar 2006 beim COC-Springen von der Miyanomori-Schanze in Sapporo einen dritten Platz und bekam daraufhin zwei Wochen später, beim Weltcupspringen von der Ōkurayama-Schanze, seinen ersten Einsatz bei einem erstklassigen Springen. Nachdem er bei den im slowenischen Kranj stattfindenden Juniorenweltmeisterschaften 2006 einen sechsten Platz belegt hatte, wurde er in das japanische Aufgebot für die Olympischen Winterspiele 2006 in Turin bestellt. Dort blieb er allerdings Ersatzmann und bekam keinen Einsatz im Wettkampf. Bei den COC-Sommerspringen 2006 konnte er in Lillehammer seinen ersten Sieg feiern. Bei den wenig später stattfindenden Sommer-Grand-Prix Wettbewerben in Hakuba konnte er erstmals bei einem erstklassigen Wettbewerb die Punkteränge erreichen. In der Saison 2006/07 nahm er, nachdem er weitere gute Platzierungen im Continental Cup erreicht hatte, an der Vierschanzentournee teil. Bei deren Auftaktspringen in Oberstdorf war er der einzige Japaner, der den zweiten Durchgang erreichen konnte. Der 26. Platz ist bis heute sein bestes Weltcupergebnis. Bei der im März stattfindenden Nordischen Skiweltmeisterschaft 2007 erreichte er einen 37. Platz von der Normalschanze. Wenig später holte er mit der japanischen Mannschaft Silber im Teamwettbewerb der Juniorenweltmeisterschaften 2007 in Planica. Danach startete er, bis auf die Juniorenweltmeisterschaften 2008 in Zakopane, fast ausschließlich im Continental Cup, lediglich bei den in Japan stattfindenden Weltcup- und Grand-Prix-Springen kam er zum Einsatz. Erst bei der Vierschanzentournee 2011/12 wurde er wieder außerhalb Japans im Weltcup eingesetzt und konnte sich für das Springen in Innsbruck qualifizieren, wo er allerdings im ersten Durchgang ausschied.

## Erfolge

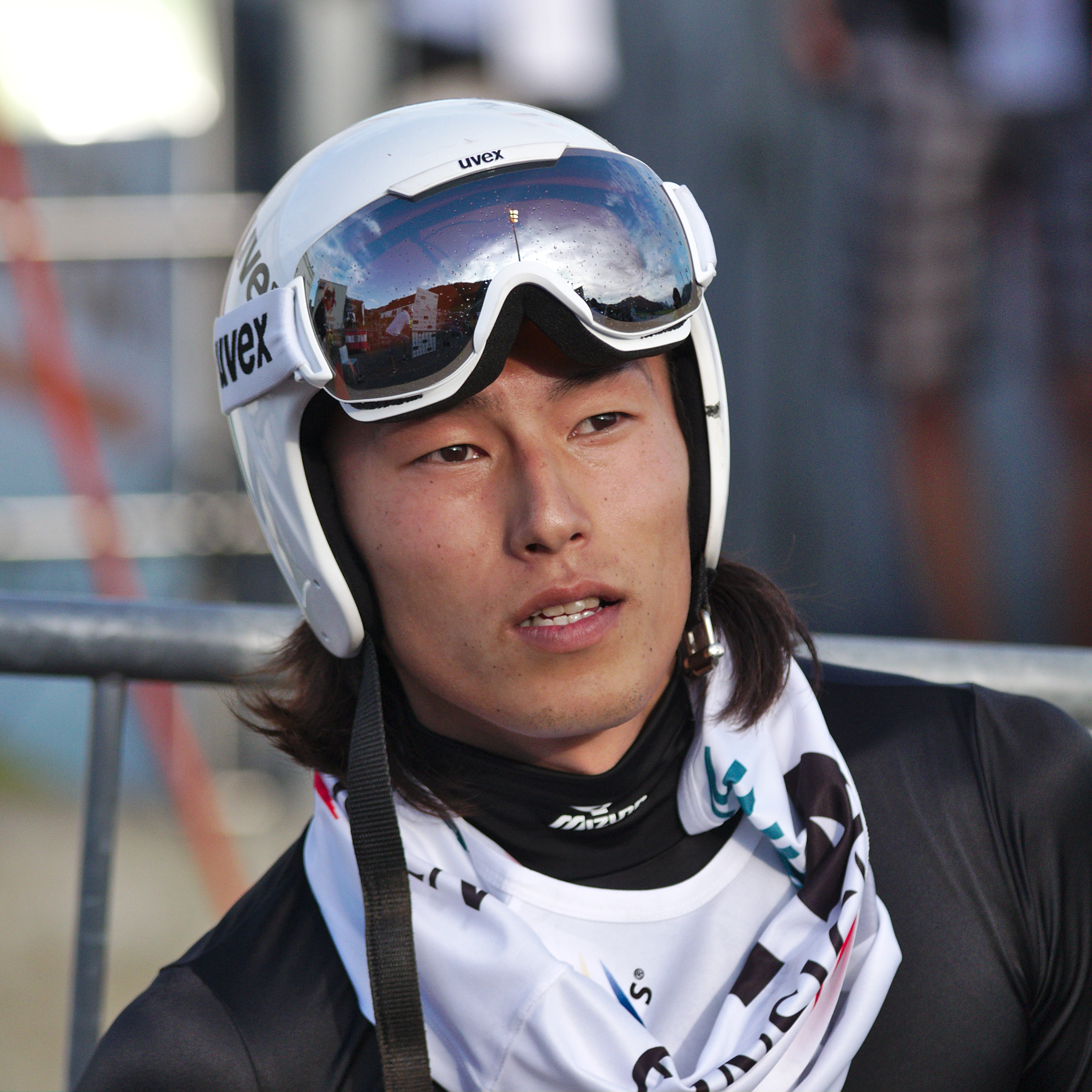
Kenshirō Itō (2014)

| Nr. | Datum             | Ort         | Typ           |
| --- | ----------------- | ----------- | ------------- |
| 1.  | 019. August 2006  | Lillehammer | Normalschanze |
| 2.  | 15. Dezember 2006 | Rovaniemi   | Normalschanze |

## Statistik

### Weltcup-Platzierungen
| Saison  | Platz | Punkte |
| ------- | ----- | ------ |
| 2006/07 | 82.   | 05     |
| 2010/11 | 74.   | 04     |
| 2014/15 | 82.   | 02     |
| 2015/16 | 59.   | 16     |

### Grand-Prix-Platzierungen
| Saison | Platz | Punkte |
| ------ | ----- | ------ |
| 2006   | 51.   | 031    |
| 2007   | 65.   | 014    |
| 2015   | 22.   | 132    |
| 2016   | 73.   | 004    |
| 2017   | 75.   | 007    |
| 2018   | 65.   | 012    |